# جاكي واشنطن
جاكي واشنطن هو مغني كندي، ولد في 12 نوفمبر 1919 في هاميلتون في كندا، وتوفي بنفس المكان في 27 يونيو 2009.

## وصلات خارجية
- جاكي واشنطن على موقع IMDb (الإنجليزية)
- جاكي واشنطن على موقع ميوزك برينز (الإنجليزية)
- جاكي واشنطن على موقع أول ميوزيك (الإنجليزية)
- جاكي واشنطن على موقع ديسكوغز (الإنجليزية)